# 陳列
陳列（1946年1月17日—），本名陳瑞麟，台灣嘉義縣人，台灣作家、政治人物。

## 生平
陳列於嘉義中學畢業後，考取淡江文理學院英文系畢業。之後擔任國中教師，1969年前往花蓮任教兩年後準備研究所考試。但是1972年1月在太魯閣禪光寺掛單念書時被捕，判有期徒刑四年八個月。1976出獄後從事翻譯與寫作，1980年並且以〈無怨〉獲得第三屆時報文學獎散文獎首獎，翌年以《地上歲月》再獲首獎；1991年以《永遠的山》一書獲第十四屆時報文學獎推薦獎；2013年集結自己從1983至2007年創作的散文作品：聽聲、凝望、僻居、行踏。出版《人間．印象》；2014年以《躊躇之歌》獲台灣文學獎圖書類散文金典獎，同年獲第一屆聯合報文學大獎。  2018年，獲《鹽分地帶》選為「當代台灣十大散文家 」。
陳列也曾經投入政治工作，曾經擔任過民主進步黨花蓮縣黨部主委，也曾經參與花蓮市市長與台灣省議員選舉，但都未能當選；1996年當選第三屆國民大會代表。2009年-2010年為國立東華大學駐校作家。2019年7月至2020年11月間，於國家人權博物館白色恐怖景美紀念園區擔任駐館作家。
同時，其散文《我們去唱歌》被列為2023年香港中學文憑試中文科卷一的白話文閱讀篇章。
2023年6月，出任花蓮縣信賴台灣之友會理事長。

## 著作

### 散文
- 《地上歲月》（台北：漢藝色研文化公司，1989；再版，台北：聯合文學，1994；再版，台北：印刻，2013）
- 《永遠的山》（南投：玉山國家公園管理處，1991；再版，台北：玉山社，1998；再版，台北：印刻，2013）
- 《人間．印象》（台北：印刻，2013）
- 《躊躇之歌》（台北：印刻，2013）
- 《殘骸書》（台北：印刻，2023）

### 兒童文學
- 《玉山行》（台中：臺灣省教育廳，1992）

### 譯作
- 阿瑟·庫斯勒：《黑色的烈日》（台北：前衛出版社，1985）

## 選舉紀錄
| 年度 | 選舉屆數               | 選舉區       | 所屬政黨   | 得票數 | 得票率 | 當選標記 | 備註 |
| ---- | ---------------------- | ------------ | ---------- | ------ | ------ | -------- | ---- |
| 1994 | 第十屆省議員選舉       | 花蓮縣選舉區 | 民主進步黨 | 44,798 | 38.55% |          |      |
| 1996 | 第三屆國民大會代表選舉 | 花蓮縣選舉區 | 民主進步黨 | 28,293 | 22.31% |          |      |
| 2002 | 第十四屆花蓮市市長選舉 | 花蓮縣花蓮市 | 民主進步黨 | 13,884 | 40.58% |          |      |

## 外部連結
- e散文網站首頁/陳列 （页面存档备份，存于）